# David Immerglück

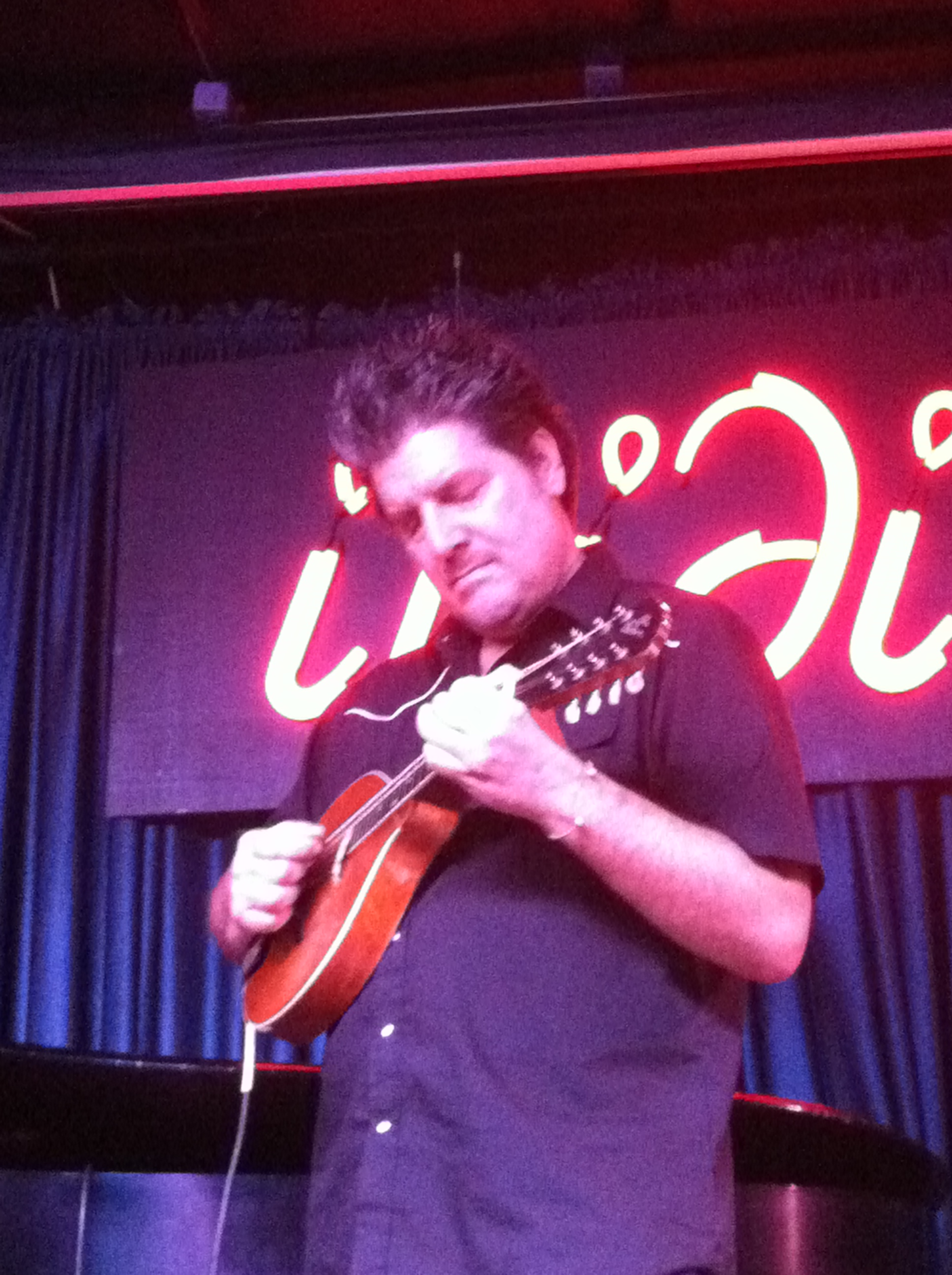
David Immerglück (2012)

David Immerglück (* 3. Mai 1961 in Alameda County) ist ein US-amerikanischer Gitarrist.

## Leben
David Immerglück begann seine musikalische Karriere in der Bay Area, wo er in verschiedenen Bands spielte. 1987 wurde er Mitglied der Band The Ophelias, mit der er auf zwei Alben über Rough Trade Records zu hören war. Daneben war er zunächst im Camper-Van-Beethoven-Side-Project Monks of Doom und dann auch in der Hauptband aktiv. Ab 1994/1995 spielte er in der Band von John Hiatt, was er jedoch ab 1999 beendete.
Etwa ab 1993 war er immer mal wieder für die Counting Crows tätig, jedoch auf Grund seiner zahlreichen Projekte eher als Session-Musiker. Ab 1999 wurde er jedoch fester Bestandteil des Line-ups. Bei der Oscarverleihung 2005 war er zusammen mit den anderen Counting-Crows-Musikern mit dem Lied Accidentally in Love in der Kategorie Bester Song nominiert.
Mit dem Singer-Songwriter James Maddock, auch bekannt als Stiff, betreibt er das Duo Jimmy/Immy.

## Diskografie (Auswahl)

### Mit Monks of Doom
- 1987: Soundtrack to the Film : "Breakfast On The Beach Of Deception" (Pitch-a-Tent)
- 1989: The Cosmodemonic Telegraph Company
- 1990: Selections From.... (MC, Eigenproduktion)
- 1991: Meridian (Baited Breath Productions)
- 1992: Forgery (I.R.S. Records)
- 1992: The Insect God (EP, C/Z Records)
- 2006: What's Left for Kicks?

### Mit The Ophelias
- 1988: Oriental Head
- 1989: The Big O
- 2022: Bare Bodkin

### Mit John Hiatt
- 1997: Little Head
- 2000: Crossing Muddy Waters
- 2008: Same Old Man

### Jimmy/Immy
- 2012: Live at Rockwood Music Hall, Nyc (Alchemikal Artz)
- 2016: Live in Italia (Appaloosa, mit Alex Valle)

### Weitere Bands
- 1986: The Mod-L Society – Janie / Back To Baltimore (7″, Likewise Records)
- 1987: Monks of Doom – Soundtrack To The Film : "Breakfast On The Beach Of Deception" (Pitch-a-Tent)
- 1987: Doug Orton – Richard Brautigan's Body (Gene Pool Records)
- 1987: Jonathan Segel – Storytelling (Pitch-A-Tent)
- 1990: Eskimo – Jack
- 1991: Monet's Gardens – Pray
- 1992: Paul Collins – Paul Collins
- 1993: Papa's Culture – Papa's Culture, But…

- 1994: Sordid Humor – Light Music for Dying People
- 1995: The Walkabouts – Devil's Road
- 1995: MX-80 – I've Seen Enough
- 1995: Suzanne Little – Be Here Now
- 1995: Chuck Prophet – Feast Of Hearts
- 1996: The Walkabouts – The Light Will Stay On (Single)
- 1996: Chantal Kreviazuk – Under These Rocks and Stones
- 1996: September 67 – Lucky Shoe
- 1996: Cracker – The Golden Age
- 1996: Jackopierce – Finest Hour
- 1997: Sheryl Crow – Hard to Make a Stand (Single)
- 1998: Victor Krummenacher – Saint John's Mercy
- 1998: Tom Freund – North American Long Weekend
- 1998: John Berry – Better Than a Biscuit
- 1999: Matt Nathanson – Still Waiting for Spring
- 2000: Dean Del Ray – Lone Mountain Serenade
- 2000: Barbara Lynn – Hot Night Tonight
- 2002: Camper Van Beethoven – Cigarettes And Carrot Juice (The Santa Cruz Years)
- 2002: Gigolo Aunts – Pacific Ocean Blues
- 2004: Camper Van Beethoven – New Roman Times
- 2004: Dave Gleason's Wasted Days – Midnight, California
- 2004: L.P. – Heart-Shaped Scar
- 2007: Victor Krummenacher – The Cock Crows at Sunrise
- 2007: Greg Lisher – Trains Change
- 2008: Jason Karaban – Sobriety Kills
- 2009: Justine Bennett – Heavy Feeling (EP)
- 2010: Roy Jay – Fairfax Avenue
- 2011: Jay Nash – Diamonds and Blood
- 2011: James Maddock – Wake Up and Dream
- 2011: Chris Velan – Fables for Fighters
- 2012: Rachael Sage – Haunted by You
- 2017: James Maddock – Insanity Vs. Humanity
- 2018: Tyson Meade – Robbing The Nuclear Family
- 2019: Victor Krummenacher – Blue Pacific
- 2020: The Third Mind – The Third Mind
- 2021: Andrea Parodi – Zabala
- 2021: James Maddock – Little Bird in the Neighborhood
- 2021: Mushroom – Songs of Dissent: Live at the Make Out Room 8/9/1
- 2021: Jesse Malin – Sad and Beautiful World
- 2023: The Third Mind – The Third Mind/2
- 2024: Jesse Malin – Chasing the Light